# Primer Ministre de Noruega
El Primer Ministre és el cap del govern de Noruega. Fins al 1873, el rei de la Unió entre Suècia i Noruega governava Noruega amb dos gabinets: un amb seu a Estocolm i l'altre amb seu a Christiania (actual Oslo). Les funcions del gabinet d'Estocolm, integrat per un primer ministre i dos ministres, eren comunicar les decisions del gabinet de Christiania al rei suec. El gabinet de Christiania era liderat per un governador (rigsstatholder). En curts períodes, el príncep hereu era nomenat virrei de Noruega pel rei. En aquest cas, el virrei exercia l'autoritat màxima a Christiania.

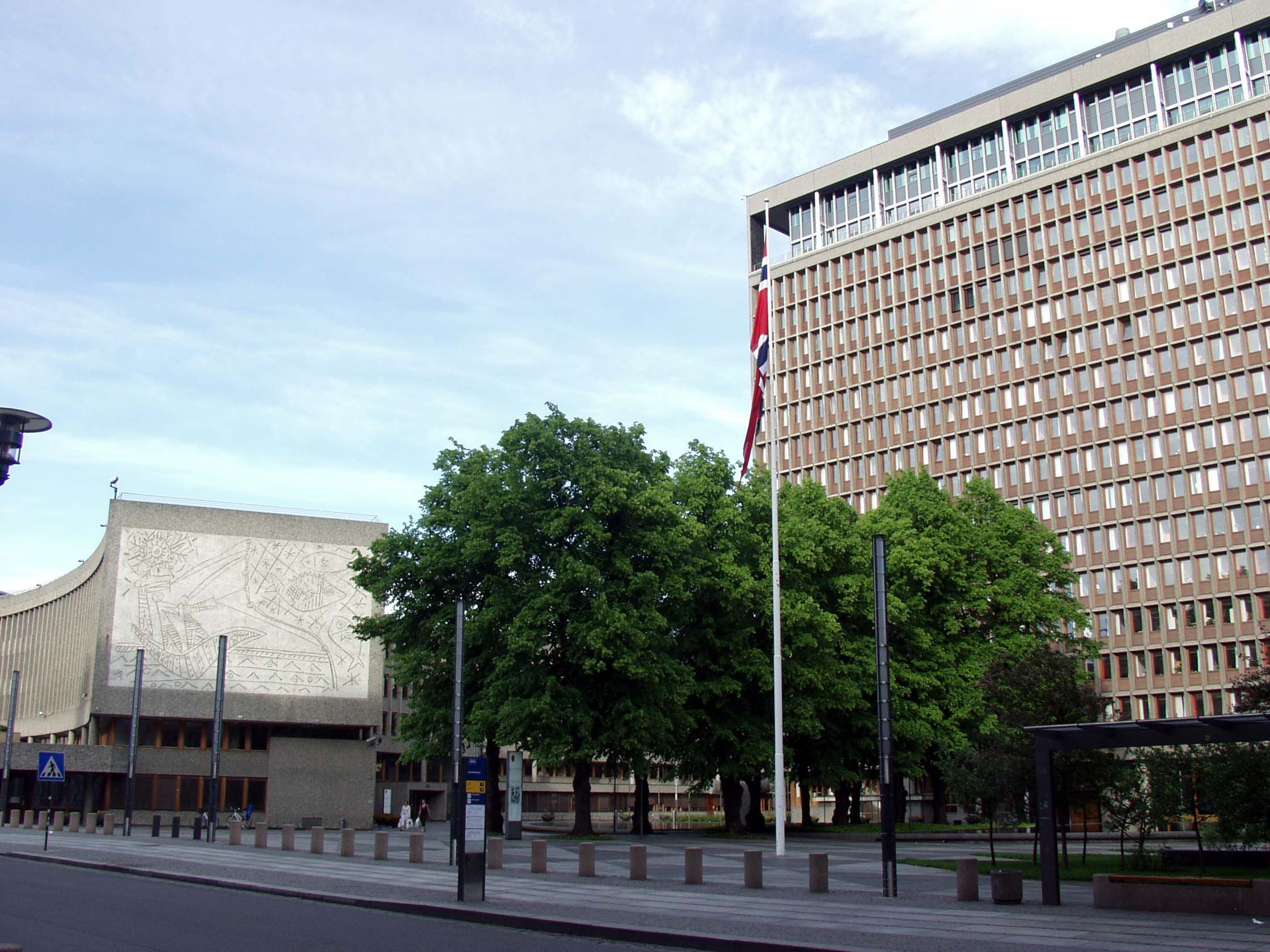
L'oficina del primer-ministre està en el 17è pis de l'edifici conegut com "H".

Quan el rei visitava Christiania, ell exercia l'autoritat màxima de Noruega, i el virrei quedava temporalment sense poder. De manera similar, quan no hi havia governador, virrei o rei a Christiania, el gabinet era liderat per una mena de primer ministre provisional que era ocupat pel membre més important del gabinet.
El juliol de 1873, el càrrec de governador va ser abolit, després d'haver quedat sense contingut des del 1856. Simultàniament, el càrrec de primer ministre provisional a Christiania es va convertir en un càrrec de primer ministre. Encara que el càrrec de "Primer Ministre de Noruega a Estocolm" continuava a existir, el poder i la influència reials van passar a ésser del primer ministre a Christiania.
Quan la Unió entre Suècia i Noruega va ser dissolta el 1905, el primer ministre a Estocolm va deixar d'existir.

## Governadors, Virreis i Primers Ministres (1814-1905)
- Marcus Gjøe Rosenkrantz (1814)
- Comte Hans Henrik von Essen (1814-1816)
- Príncep Carl Johan de Suècia (1816)
- Comte Carl Carlsson Mörner (1816-1818)
- Comte Johan August Sandels (1818-1824)
- Príncep Oscar de Suècia (1824)
- Comte Johan August Sandels (1824-1827)
- Comte Baltzar von Platen (1827-1829)
- Jonas Collett (1829-1833)
- Príncep Oscar de Suècia (1833)
- Jonas Collett (1833-1836)
- Comte Herman Wedel Jarlsberg (1836-1840)
- Nicolay Johan Lohmann Krog (1840-1841)
- Severin Løvenskiold (1841-1856)
- Príncep Carles de Suècia (1856-1856)
- Jørgen Herman Vogt (1856-1857)
- Príncep Carles de Suècia (1857)
- Jørgen Herman Vogt (1857-1858)
- Hans Christian Petersen (1858-1861)
- Fredrik Stang (1861-1880)
- Christian August Selmer (1880-1884)
- Christian Homann Schweigaard (1884)
- Johan Sverdrup (1884-1889)
- Emil Stang (1889-1891)
- Johannes Steen (1891-1893)
- Emil Stang (1893-1895)
- Francis Hagerup (1895-1898)
- Johannes Steen (1898-1902)
- Otto Albert Blehr (1902-1903)
- George Francis Hagerup (1903-1905)

## Primers Ministres de Noruega (1905–present)
El 1905, la Unió entre Suècia i Noruega fou dissolta. Des d'aleshores el càrrec de primer ministre es va situar Oslo, llevat els anys de l'ocupació nazi durant la Segona Guerra Mundial, en que s'establí a l'exili de Londres 
      Partit Liberal (Venstre)
      Partit Conservador (Høyre)
      Partit de Centre (Senterpartiet)
      Partit Laborista Noruec (Arbeiderpartiet)
      Partit Democristià (Kristelig Folkeparti)
      Partit d'Esquerra Liberal (Frisinnede Venstre)

### Primers Ministres de Noruega (1905–1945)
| #  | Nom                    | Dibuix                 | Pren possessió       | Deixa el càrrec      | Mandat                    | Term |
| -- | ---------------------- | ---------------------- | -------------------- | -------------------- | ------------------------- | ---- |
| 1  | Christian Michelsen    | Christian Michelsen    | 11 de març de 1905   | 23 d'octubre de 1907 | Partit Liberal            | 1    |
| 2  | Jørgen Løvland         |                        | 23 d'octubre de 1907 | 19 de març de 1908   | Partit Liberal            | 2    |
| 3  | Gunnar Knudsen         |                        | 19 de març de 1908   | 2 de febrer de 1910  | Partit Liberal            | 3    |
| 4  | Wollert Konow          | Wollert Konow          | 2 de febrer de 1910  | 20 de febrer de 1912 | Partit d'Esquerra Liberal | 4    |
| 5  | Jens Bratlie           | Jens Bratlie           | 20 de febrer de 1912 | 31 de gener de 1913  | Partit Conservador        | 5    |
| 3  | Gunnar Knudsen         |                        | 31 de gener de 1913  | 21 de juny de 1920   | Partit Liberal            | 6    |
| 6  | Otto Bahr Halvorsen    |                        | 21 de juny de 1920   | 22 de juny de 1921   | Partit Conservador        | 7    |
| 7  | Otto Albert Blehr      |                        | 22 de juny de 1921   | 6 de març de 1923    | Partit Liberal            | 8    |
| 6  | Otto Bahr Halvorsen    |                        | 6 de març de 1923    | 30 de maig de 1923   | Partit Conservador        | 9    |
| 8  | Abraham Berge          |                        | 30 de maig de 1923   | 25 de juliol de 1924 | Partit d'Esquerra Liberal | 10   |
| 9  | Johan Ludwig Mowinckel | Johan Ludwig Mowinckel | 25 de juliol de 1924 | 5 de març de 1926    | Partit Liberal            | 11   |
| 10 | Ivar Lykke             | Ivar Lykke             | 5 de març de 1926    | 28 de gener de 1928  | Partit Conservador        | 12   |
| 11 | Christopher Hornsrud   | Christopher Hornsrud   | 28 de gener de 1928  | 15 de febrer de 1928 | Partit Laborista          | 13   |
| 9  | Johan Ludwig Mowinckel | Johan Ludwig Mowinckel | 15 de febrer de 1928 | 21 de maig de 1931   | Partit Liberal            | 14   |
| 12 | Peder Kolstad          | Peder Kolstad          | 12 de maig de 1931   | 14 de març de 1932   | Partit Agrari             | 15   |
| 13 | Jens Hundseid          | Jens Hundseid          | 14 de març de 1932   | 3 de març de 1933    | Partit Agrari             | 16   |
| 9  | Johan Ludwig Mowinckel | Johan Ludwig Mowinckel | 3 de març de 1933    | 20 de març de 1935   | Partit Liberal            | 17   |
| 14 | Johan Nygaardsvold     | Johan Nygaardsvold     | 20 de març de 1935   | 25 de juny de 1945   | Partit Laborista          | 18   |

### Caps de govern de fet durant la Segona Guerra Mundial
Amb l'ocupació de Noruega pel Tercer Reich, durant la Segona Guerra Mundial, es van formar quatre gabinets, que formaven part de l'administració de Josef Terboven a Noruega. Aquests governs foren el cos de govern de facto a Noruega, encara que Johan Nygaardsvold era encara de iure primer ministre, a l'exili a Londres (Regne Unit).
| # | Nom                                                                                | Foto            | Presa de possessió     | Deixa el càrrec        | Partit                | Mandat |
| - | ---------------------------------------------------------------------------------- | --------------- | ---------------------- | ---------------------- | --------------------- | ------ |
| — | Vidkun Quisling (Sota ocupació nazi)                                               | Vidkun Quisling | 9 d'abril de 1940      | 25 d'abril de 1940     | Nasjonal Samling      | —      |
| — | Ingolf Elster Christensen com a cap del Consell Administratiu (sota ocupació Nazi) | Sense imatge    | 25 d'abril de 1940     | 22 de setembre de 1940 | Consell Administratiu | —      |
| — | Josef Terboven com a Reichskommissar (sota ocupació nazi)                          | Josef Terboven  | 22 de setembre de 1940 | 1 de febrer de 1942    | Tercer Reich          | —      |
| — | Vidkun Quisling com a ministre president (sota ocupació nazi)                      | Vidkun Quisling | 1 de febrer de 1942    | 8 de maig de 1945      | Nasjonal Samling      | —      |

### Primers Ministres de Noruega (1945–present)
| #  | Nom                   | Imatge                  | Pren possessió         | Deixa el càrrec        | Partit             | Govern(s)                 |
| -- | --------------------- | ----------------------- | ---------------------- | ---------------------- | ------------------ | ------------------------- |
| 15 | Einar Gerhardsen      |                         | 25 de juny de 1945     | 9 de novembre de 1951  | Partit Laborista   | Primer govern Gerhardsen  |
| 15 | Einar Gerhardsen      | Segon govern Gerhardsen | 25 de juny de 1945     | 9 de novembre de 1951  | Partit Laborista   |                           |
| 16 | Oscar Torp            | Sense imatge            | 19 de novembre de 1951 | 22 de gener de 1955    | Partit Laborista   | Govern Torp               |
| 15 | Einar Gerhardsen      |                         | 22 de gener de 1955    | 28 d'agost de 1963     | Partit Laborista   | Tercer govern Gerhardsen  |
| 17 | John Lyng             | Sense imatge            | 28 d'agost de 1963     | 25 de setembre de 1963 | Partit Conservador | Govern Lyng               |
| 15 | Einar Gerhardsen      |                         | 25 de setembre de 1963 | 12 d'octubre de 1965   | Partit Laborista   | Quart govern Gerhardsen   |
| 18 | Per Borten            |                         | 12 d'octubre de 1965   | 17 de març de 1971     | Partit de Centre   | Govern Borten             |
| 19 | Trygve Bratteli       | Sense imatge            | 17 de març de 1971     | 17 d'octubre de 1972   | Partit Laborista   | Primer govern Bratteli    |
| 20 | Lars Korvald          | Lars Korvald            | 17 d'octubre de 1972   | 12 d'octubre de 1973   | Partit Democristià | Govern Korvald            |
| 19 | Trygve Bratteli       | Sense imatge            | 12 d'octubre de 1973   | 15 de gener de 1976    | Partit Laborista   | Segon govern Bratteli     |
| 21 | Odvar Nordli          | Odvar Nordli            | 15 de gener de 1976    | 4 de febrer de 1981    | Partit Laborista   | Govern Nordli             |
| 22 | Gro Harlem Brundtland | Gro Harlem Brundtland   | 4 de febrer de 1981    | 14 d'octubre de 1981   | Partit Laborista   | Primer govern Brundtland  |
| 23 | Kåre Willoch          | Kåre Willoch            | 14 d'octubre de 1981   | 9 de maig de 1986      | Partit Conservador | Primer govern Willoch     |
| 23 | Kåre Willoch          | Kåre Willoch            | 14 d'octubre de 1981   | 9 de maig de 1986      | Partit Conservador | Segon govern Willoch      |
| 22 | Gro Harlem Brundtland | Gro Harlem Brundtland   | 9 de maig de 1986      | 16 d'octubre de 1989   | Partit Laborista   | Segon govern Brundtland   |
| 24 | Jan P. Syse           | Sense imatge            | 16 d'octubre de 1989   | 3 de novembre de 1990  | Partit Conservador | Govern Syse               |
| 22 | Gro Harlem Brundtland | Gro Harlem Brundtland   | 3 de novembre de 1990  | 25 d'octubre de 1996   | Partit Laborista   | Tercer govern Brundtland  |
| 25 | Thorbjørn Jagland     | Thorbjorn Jagland       | 25 d'octubre de 1996   | 17 d'octubre de 1997   | Partit Laborista   | Govern Jagland            |
| 26 | Kjell Magne Bondevik  | Kjell Magne Bondevik    | 17 d'octubre de 1997   | 17 de març de 2000     | Partit Democristià | Primer govern Bondevik    |
| 27 | Jens Stoltenberg      | Jens Stoltenberg        | 17 de març de 2000     | 19 d'octubre de 2001   | Partit Laborista   | Primer govern Stoltenberg |
| 26 | Kjell Magne Bondevik  | Kjell Magne Bondevik    | 19 d'octubre de 2001   | 17 d'octubre de 2005   | Partit Democristià | Segon govern Bondevik     |
| 27 | Jens Stoltenberg      | Jens Stoltenberg        | 17 d'octubre de 2005   | 16 d'octubre de 2013   | Partit Laborista   | Segon govern Stoltenberg  |
| 28 | Erna Solberg          |                         | 16 d'octubre de 2013   | En el càrrec           | Partit Conservador | Primer govern Solberg     |